# 톡톡 이브닝
《톡톡 이브닝》은 2001년 11월 5일부터 2002년 4월 18일까지 방송되었던 예능 프로그램이다.

## 기획 의도
젊은 주부들을 타겟으로 설정한 예능 프로그램이다.

## 이브닝파트너
- 왕종근
- 정원관
- 조영구
- 이다도시
- 홍록기
- 이병진
- 최할리
- 조혜련
- 류시현
- 이혜영
- 김민희
- 이지희
- 김생민
- 하리수
- 김준희
- 이성진

## 방송 시간
| 방송 채널 | 방송 기간                        | 방송 시간                     |
| --------- | -------------------------------- | ----------------------------- |
| KBS 2TV   | 2001년 11월 5일 ~ 2002년 1월 4일 | 매주 평일 저녁 6시 10분 ~ 7시 |
| KBS 2TV   | 2002년 1월 7일 ~ 2002년 4월 18일 | 매주 평일 저녁 6시 ~ 7시      |

## 코너소개
- 1. 이브닝 이슈 : 연예와 시사 등 화제의 인물 초대

☆ 요일별 섹션화: 요일별로 색깔을 달리하여 요리, 패션, 육아, 인테리어, 레저 등 다양한 정보와 재미를 전달
- 변신을 꿈꾸는 월요일/ 맛있는 화요일/ 건강한 수요일/ 궁금한 목요일/ 금요매거진
- 2. 이재후의 이브닝 통신 : 미리 보는 연예가 핫 뉴스!
  - 연예가 소식을 발 빠르게 속보로 전달과 내일 뉴스를 하루 앞당겨 알려 준다.